# Zusters van Onze-Lieve-Vrouw van Zeven Weeën
De congregatie Zusters van Onze-Lieve-Vrouw van Zeven Weeën werd oorspronkelijk gesticht in 1688 als spinhuys voor geestelijke dochters in Ruiselede in de Belgische provincie West-Vlaanderen. In Ruiselede is nog steeds het hoofdklooster gevestigd.
Deze verghaederinghe van Gheestelyke Dochters groeide uit tot een volwaardige kloostergemeenschap die in 1846 erkend werd als congregatie. Hun eerste leefregel schreef hen voor een volmaeckt christelijk leven te leiden ter ere van het allerbitterste lijden onzes Heeren Jesu Christii ende droefheden van de allerheyligste Maghet ende Moeder Godts Maria. De levenswijze van deze spinsters luidde 'ora et labora'.
Deze kloostergemeenschap heeft een tiental bijhuizen, onder andere te Beernem, Brugge (Hof Bladelin), Dentergem, Jabbeke, Wielsbeke, Wakken en Zwevegem en is vooral actief in bejaardenzorg en onderwijs. Te Ruiselede is het klooster gevestigd in de Bruggestraat. Het bezit een rust- en verzorgingstehuis en serviceflats in de Pensionaatstraat. Het vroegere pensionaat had vooral in de 19de eeuw grote bekendheid in de ruime omgeving en kende vanaf 1873 een grote uitstraling met haar toneelopvoeringen (ten gevolg van de prijsuitdelingen) onder impuls van onderpastoor Gustaaf Hendrik Flamen. Deze meisjesschool met internaat heeft nu plaatsgemaakt voor de secundaire onderwijsinstelling Sancta Maria voor leerlingen van 12 tot 16 jaar. 
Sinds 2010 leunt de congregatie van de H. Jozef Calasanz, Schoolstraat 13, 8800 Roeselare-Beveren aan bij deze congregatie.

## Andere congregaties
In Oost-Vlaanderen bestaat nog een tweede congregatie met dezelfde naam, de Zusters van Onze-Lieve-Vrouw van Zeven Weeën in Sint-Maria-Oudenhove.